# Andrew Love
Andrew Love (21. listopadu 1941 – 12. dubna 2012) byl americký tenorsaxofonista. Jeho otec byl varhaník v kostele. Spolu s trumpetistou Wayne Jacksonem vedl skupinu The Memphis Horns. V roce 2002 mu byla diagnostikována Alzheimerova choroba, která také zapříčinila jeho smrt v roce 2012.